# Сетевое общество
Термин «сетевое общество» описывает несколько различных явлений, связанных с социальными, политическими, экономическими и культурными изменениями, вызванными распространением сетевых, цифровых, информационно-коммуникационных технологий. Многим академикам (см. ниже) приписывают введение этого термина после 1980-х. Происхождение термина берёт начало в работах ранних социологов-теоретиков, таких как Георг Зиммель, который проанализировал эффект модернизации и промышленно развитого капитализма на примерах перехода одной компании под контроль другой, организации, производства и опыта модернизации.

## Происхождение
Термин «сетевое общество», nettsamfunn (норвежский), был введён в обращение норвежцем Стайном Брэтеном в его книге «Модели человека и общества: мост между теорией и опытом от социологии к социальной психологии» («Modeller av menneske og samfunn: bro mellom teori og erfaring fra sosiologi og sosialpsykologi») (1981). Позже термин был введён в употребление на нидерландском языке Яном ван Дейком в его книге «Сетевое общество» («De Netwerkmaatschappij») (1991) и Мануэлем Кастельсом в книге «Зарождение сетевого общества» («The Rise of the Network Society») (1996), первая часть его трилогии «Информационная эпоха: экономика, общество и культура». В 1978 Джеймс Мартин использовал родственный термин в книге «Технологическое общество» (The Wired Society), за которую был номинирован на Пулитцеровскую премию.
Ян ван Дейк определяет «сетевое общество» как общество, в котором комбинация социальных сетей и медиасетей формирует их основной способ организации и наиболее важных структур на всех уровнях (на личном уровне, коллективном и общественном). Он сравнивает этот тип общества с массовым типом общества, которое сформировано группами, организациями и сообществами, организованными в условиях физического соприсутствия.

## Барри Веллмен, Хилц и Турофф
Веллмен в качестве социолога изучал сетевое общество в университете Торонто. Его первая официальная работа появилась в 1973. Более комплексная теоретическая работа была представлена в работе «Сетевой Город» (The Network City) (1988). В работе «The Community Question» (1979) Веллмен утверждает, что общества любого размера лучше всего представить в виде сетей («сети сетей»), а не как ограниченные группы в иерархических структурах. Позже, Веллмен внёс вклад в теорию социального сетевого анализа с акцентом на индивидуализированные сети, также известные как «сетевой индивидуализм». В своих исследованиях Веллмен сосредотачивается на трёх основных моментах сетевого общества: сообщество, работа и организации. Он заявляет, что с недавними техническими достижениями общество может быть социально и пространственно диверсифицированно. Организации могут также извлечь выгоду из расширения сетей: наличие связей с представителями разных организаций может помочь с конкретными вопросами.
Роксанн Хилц и Мюррей Турофф в книге «Сетевая Страна» («The Network Nation») (1978), явно основанной на идеях, взятых из анализа обществ Веллмена, и позаимствовавшей название у книги Крэйвена и Веллмена «Сетевой Город» («The Network City»), утверждали, что коммуникация с помощью компьютера могла бы преобразовать общество. Это было удивительным предсказанием, так как это было написано задолго до появления интернета. Турофф и Хилц были прародителями системы коммуникации с помощью компьютера, названной EIES (The Electronic Information Exchange System (Система электронного обмена информацией)).

## Мануэль Кастельс
По мнению испанского социолога Мануэля Кастельса, именно сети составляют новую социальную морфологию наших обществ. Гарри Крейслер из Калифорнийского университета в Беркли взял интервью у Кастельса, в котором тот дал определение сетевого общества: «сетевое общество — это такое общество, в котором ключевые социальные структуры и деятельность его членов организованы вокруг сетей электронных коммуникаций». Таким образом, речь идет не столько о социальных сетях, так как сетевая форма социальной организации существовала уже давно, а о социальных сетях, которые обрабатывают и управляют информацией, а также используют микроэлектронные устройства". Распространения логики сетевых обществ изменяет способы производства продуктов, опыта, культуры, власти. По мнению Кастельса, сети стали базовыми ячейками современного общества. С другой стороны, не все согласны с этим утверждением. Ван Дейк, например, считает, что основными единицами до сих пор остаются индивиды, группы и организации, хотя они все больше и больше объединяются в сообщества.
Термин «сетевые общества» более широкий, чем «информационное общество», так как не только технологии определяют современное сообщество, но и множество других факторов: экономических, культурных, политических. Влияние религии, воспитания, культуры, политических организаций формирует сетевое общество. Эти факторы могут оказывать разное воздействие, как и способствовать развитию сетевых обществ, так и препятствовать. По мнению Ван Дейка, информация во многом влияет на сущность современного общества, в то время как сети формируют организационные формы и инфраструктуры этого общества.
Пространство потоков играет центральную роль в понимании сетевого общества по Кастельсу. Это сеть коммуникаций с определёнными центрами, в которых сообщества пересекаются. Элиты в городах не привязаны к определённой местности, но привязаны к пространству потоков.
Кастельс придаёт большое значение сообществам и утверждает, что реальной властью обладают именно они, а не «глобальные города». Эта идея расходится с мнениями других учёных в этой области, которые выделяют именно большие города.

## Ян ван Дейк
Ян ван Дейк определил идею «сетевое общество» как форму общества, все более и более организующего свои отношения в медиасетях, постепенно заменяющих или дополняющих социальные сети коммуникации, осуществляемые лицом к лицу. Личная коммуникация заменена цифровыми технологиями. Это означает, что социальные сети и медиасети формируют основной способ организации и наиболее важные структуры современного общества.
В книге «Сетевое общество» Ян ван Дейк описывает то, что из себя представляет сетевое общество и на что оно могло бы походить в будущем. Первый вывод в этой книги состоит в том, что современное общество находится в процессе становления сетевым обществом. Это означает, что межличностная, коллективная, массовая коммуникации становятся одним целым в Интернете. Люди становятся связанными друг с другом и имеют доступ к информации и коммуникации друг с другом постоянно. Использование Интернета дает возможность увидеть «весь мир» у себя на работе и дома. Ян ван Дейк утверждает, что бумажные средства сообщения, такие как газеты и письма, станут устаревшими, станут древними формами распространения информации.

## Взаимодействие с новыми типами медиа
Новые медиа — концепция, утверждающая, что новые методы коммуникаций в мире цифровых технологий позволяют небольшим группам людей собираться вместе online и делиться мнениями, информацией, продавать и обменивать товары и информацию. Также позволяет большему количеству людей иметь права голоса в своем сообществе и в мире в целом. Самая важная структурная особенность новых медиа — интеграция телекоммуникационных технологий. Вторая структурная особенность медиа текущей коммуникационной революции — рост интерактивных средств массовой информации. Интерактивность представляет собой последовательность действия и противодействия. Входящий канал, поддерживающий веб-сайты, интерактивное телевидение и компьютерные программы гораздо шире чем канал подключения, которым располагает пользователь. Третья особенность (техническая) новых медиа — цифровой код. Новые медиа определяются всеми тремя особенностями одновременно: «новые медиа — медиа, которые и объединены и интерактивны, и также используют цифровой код в конце 20-го и 21-го веков».
Сетевое общество — социальная структура, основанная на сетях, управляемых информационно-коммуникационными технологиями, основанными на микроэлектронике и сетях компьютера, которые генерируют, обрабатывают и распределяют информацию через системы сетей. Сетевое общество может быть определено как социальное формирование с инфраструктурой социальных сетей и медиасетей, активирующее их основной способ организации на всех уровнях (на личном уровне, групповом, коллективном и общественном). Экспоненциально эти сети связывают все системы или части этого формирования. В западных обществах человек, связанный сетями, становится основным узлом сетевого общества. В восточных обществах это могло бы все ещё быть группой (семья, сообщество, трудовой коллектив), связанной сетями. В современном процессе индивидуализации основным узлом сетевого общества стал человек, который связан сетями. Это вызвано одновременным расширением масштаба (национализация и интернационализация) и сокращением масштаба (ухудшение уровня жизни и условий труда на рабочих местах).
Возникают другие виды сообществ. Ежедневно уровень жизни, условия труда на рабочих местах ухудшаются, в то время как границы разделения труда, межличностного общения и средств массовой информации увеличиваются. Так, границы сетевого общества и в одно и тоже время увеличены и уменьшены по сравнению с массовым обществом. На сегодняшний день границы сетевого общество неопределенные, они в одно и тоже время и глобальные и локальные, иногда обозначаемые как «glocal» (global+local — думай глобально, действуй локально). «Glocal» представляет собой сегодня проблему в сфере медиа. Международные медиаконцерны имеют львиную долю информационного рынка и задают тон того, какая новость появится и как она появится. Местные рынки медиа испытывают из-за этого проблемы. Так как новости и информационный поток, предусмотренный международными конгломератами новостей, не всегда совместимы с национальными культурными ценностями местных и не всегда выполняют местные информационные потребности.
Организация и её составляющие (люди, группы, организации) больше не связаны с конкретным часовым поясом и месторасположением.
Сеть может быть определена как система связей между элементами одного целого. Элементы называют узлами, а целое часто называют системой. Наименьшее число звеньев — три, и самое маленькое число связей равняется двум. Отношения — единая связь двух звеньев. Сети — способ организации сложных систем в природе и обществе. Они — относительно сложные способы организации живых систем.
Сетевое общество распространяется во всем мире, но не включает в себя всех людей. Фактически, в начале 21-го века, сетевое общество исключает большую часть человечества, хотя все человечество находится под воздействием сильных связей, которые влияют в глобальных сетях организации общества.
Сети — это не новое явление. То, что является новым, это то, что они основаны на микроэлектронике, технологиях передачи данных, которые предоставляют новые возможности для старой формы общественной организации. У сетей на протяжении всей истории была основная проблема в отношении других форм общественной организации. Таким образом, судя по историческим записям, сети были сферой частной жизни. Сетевые цифровые технологии позволяют обычным сетям преодолеть их исторические ограничения. Они могут, в то же время, быть гибкими и легко приспосабливающимися благодаря их возможности децентрализовать работу с помощью автономных компонентов сети, в то время как все ещё будет присутствовать возможность скоординировать всю эту децентрализованную деятельность, основываясь на общей цели принятия решений. Сети не ограничены технологиями, но не могут существовать без этих технологий.
В первые годы 21-го века сетевое общество не является зарождающейся социальной структурой информационной эпохи: оно формирует ядро наших сообществ.
Наблюдается стремительный рост горизонтальных сетей коммуникации, довольно независимых от медиа-бизнеса и правительств, что дает возможность возникновению самостоятельной массовой коммуникации. Это — массовая коммуникация, потому что данная коммуникация распространяется повсюду с помощью Интернета, таким образом, потенциально охватывает всю планету. Является самостоятельной, так как начинается данный вид коммуникации среди людей или групп, игнорирующих систему медиа. Стремительный рост блогов, видеоблогов, podding, streaming и других форм интерактивной коммуникации, коммуникации с помощью компьютера дал новый глоток воздуха системе глобальных горизонтальных коммуникационных сетей, которые, впервые в истории, позволяют людям общаться друг с другом, минуя каналы связи, установленные общественными институтами.
Сетевое общество представляет собой социализированную коммуникацию вне системы средств массовой информации, которая раньше служила отличительным признаком индустриального общества. Однако сетевое общество не представляет собой мир свободы, воспетый либертарианской идеологией интернет-пророков. Сетевое общество состоит как из системы олигополистического медиа-бизнеса, которая управляет увеличивающимся по восходящей гипертекстом, так и из стремительно растущих горизонтальных сетей автономной локальной/глобальной коммуникации.
Сетевое общество также служит доказательством преобразования коммуникабельности. Все же то, что мы наблюдаем, не является исчезновением «физической» межличностной коммуникации или увеличением изоляции людей, которые осуществляют акт коммуникации через компьютер. Из исследований различных сообществ известно, что интернет-пользователи являются более социальными членами общества, имеют больше друзей и контактов, более социально-политически активны, чем не интернет-пользователи. Кроме того, чем больше они используют Интернет, тем больше они участвуют в процессе коммуникации лицом к лицу во всех областях их жизни. Точно так же новые формы радиосвязи, от голосового сообщения мобильного телефона до SMS, WiFi и WiMax, существенно увеличивают коммуникабельность, особенно среди молодых групп населения. Сетевое общество — гиперсоциальное общество, а не общество изоляции. Люди, в общем и целом, не сталкиваются со своей идентичностью в Интернете, за исключением некоторых подростков, экспериментирующих со своими жизнями. Люди внедряют технологии в свою жизнь, соединяют виртуальную реальность и реальную виртуальность; они осуществляют акт коммуникации в различных технологических формах общения, ясно формулируя их, поскольку они нуждаются в коммуникации. Однако появилось существенное изменение в коммуникабельности, что не является последствием прихода в жизнь Интернета или новых коммуникационных технологий. Это изменение, которое полностью основано на логике, присутствующей в коммуникационных сетях. На сегодняшний день данным изменением является появление сетевого индивидуализма, поскольку социальная структура и историческое развитие вызывают появление индивидуализма как доминирующей культуры наших сообществ, и новые коммуникационные технологии отлично вписываются в способ строительства коммуникабельности на основании автономных коммуникационных сетей, в зависимости от потребностей и капризов каждого человека. Таким образом, сетевое общество — общество людей сети.
Главным в данных изменениях является то, что культура сетевого общества в основном сформирована сообщениями, которые были переданы путём сложного электронного гипертекста, сформированного с технической точки зрения объединенными сетями различных коммуникационных моделей. В сетевом обществе виртуальность — основа действительности, проходящая через новые формы социализированной коммуникации. Общество создает технологии согласно своим потребностям, проводя оценку интересов людей, которые используют технологию. История Интернета предоставляет достаточно сведений о том, что пользователи, особенно первые тысячи пользователей, были, в большой степени, создателями технологий. Однако технология — необходимое, хотя не достаточное условие для появления новой формы общественной организации, основанной на сетевом взаимодействии, то есть на распространении компьютерной сети во всех сферах деятельности с помощью цифровых коммуникационных сетей.

## В современном мире
Понятия и концепции, описанные Яном ван Дейком, Барри Веллменом, Хилцем и Турофф, Мануэлем Кастельсом, уже воплощены в нашей «цифровой жизни» с помощью современных технологий коммуникации. Сайты социальных сетей, таких как Facebook, Твиттер и Vkontakte, мгновенный обмен сообщениями и электронная почта являются главными доказательствами существования сетевого общества в наши дни. Эти веб-сервисы позволяют людям во всем мире общаться через цифровые средства коммуникации без физического контакта.